# Centro de Previsão de Tempo e Estudos Climáticos

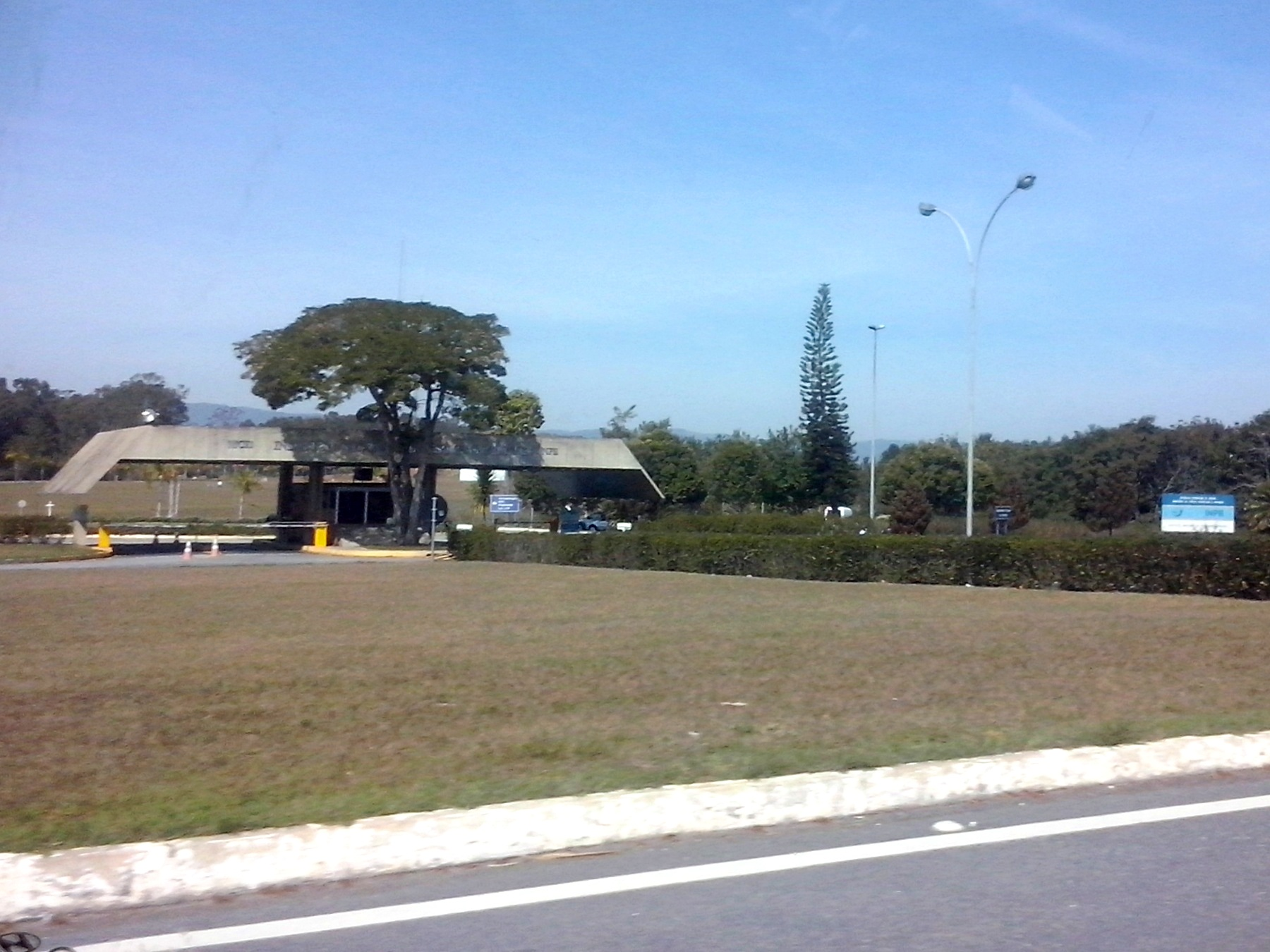
Entrada do CPTEC em Cachoeira Paulista.

Centro de Previsão de Tempo e Estudos Climáticos (CPTEC) está localizado na cidade de Cachoeira Paulista, São Paulo e na cidade de São José dos Campos, São Paulo, ocupa seis mil metros quadrados de área construída e faz parte do Instituto Nacional de Pesquisas Espaciais.

## Informações
O centro recebe informações através da rede de dados da Organização Meteorológica Mundial e de outras redes nacionais, além do satélite brasileiro (SCD-1). O processamento dos dados, simulações e previsões de tempo são feitas através dos supercomputadores "SX" fabricados pela NEC Corporation.
Além do Cluster fabricado pela Sun Microsystems que com capacidade de processamento de 5.7 trilhões de de operações por segundo possibilita a simulação, com modelos numéricos, de tempo e clima integrando informações atmosféricas e oceânicas. Este em atividade até 2009, em 2010 foi comprado um supercomputador Cray XE6 (31.104 Cores) da empresa Cray Research com performance de 214.2 TFlop/s, apelidado de Tupã. 